# Sandwich (Massachusetts)
Sandwich ist eine Town im Barnstable County im US-Bundesstaat Massachusetts. Das U.S. Census Bureau hat bei der Volkszählung 2020 eine Einwohnerzahl von 20.259 nach dem Zensus von 2020 ermittelt.

## Geographie
Nach dem United States Census Bureau hat der Ort eine Gesamtfläche von 114,5 km², davon ist 110,7 km² Land und 3,8 km² Wasser.

### Geografische Lage
Sandwich ist der Ort, an dem die Cape Cod Bay in den Cape Cod Canal mündet. Der nördliche Punkt von Sandwich, wo Sagamore Hill und Scusset Beach State Reservation liegen, ist durch den Kanal vom Rest der Town getrennt. Hier befindet sich auch der Shawme-Crowell State Forest und die Massachusetts State Game Farm. Die Stadt beherbergt sechs Strände entlang der Ufer der Cape Cod Bay. Die restliche Geographie der Stadt ist typisch für den Rest des Kaps, mit vielen kleinen Teichen und Hügeln, wobei die meisten Bäume Kiefern oder Eichen sind. In Sandwich befindet sich auch der Old Harbor Creek, ein großer Meeresarm mit mehreren anderen kleinen Bächen, die ihn speisen und einst als sicherer Hafen für Schiffe dienten.

### Nachbargemeinden
Alle Entfernungen sind als Luftlinien zwischen den offiziellen Koordinaten der Orte aus der Volkszählung 2010 angegeben.
- Osten: Barnstable, 12,1 km
- Süden:  Mashpee, 12,3 km
- Südwesten: Falmouth, 16,3 km
- Westen: Bourne, 8,9 km

Im Norden grenzt das Gebiet an den Atlantischen Ozean und im Nordwesten an die Cape Cod Bay. Hier ist durch den Cape Code Canal das Scusset Beach State Reservation abgetrennt.

### Stadtgliederung
In Sandwich gibt es mit East Sandwich und Forestdale zwei Villages. Unmittelbar südlich des U.S. Highway 6 befindet sich die Joint Base Cape Cod (bis 2013 Massachusetts Military Reservation) mit der Otis Air National Guard Base, die unter anderem den 102nd Intelligence Wing beheimatet, und dem Camp Edwards, in welchem ein Bataillon des 126th Aviation Regiment der Army National Guard disloziert ist.

### Klima
Die mittlere Durchschnittstemperatur in Sandwich liegt zwischen −1,7 °C (29 °F) im Januar und 21,7 °C (71 °F) im Juli. Damit ist der Ort gegenüber dem langjährigen Mittel der USA um etwa 9 Grad kühler. Die Schneefälle zwischen Oktober und Mai liegen mit bis zu zweieinhalb Metern mehr als doppelt so hoch wie die mittlere Schneehöhe in den USA; die tägliche Sonnenscheindauer liegt am unteren Rand des Wertespektrums der USA.

## Geschichte
Cape Cod wurde ursprünglich von den Stämmen der Algonkin besiedelt. Sandwich wurde 1637 von einer Gruppe aus Saugus, Massachusetts, mit Genehmigung der Plymouth Colony besiedelt. Sie ist nach der Hafenstadt Sandwich in Kent, England, benannt. Sie wurde 1639 gegründet und ist zusammen mit Yarmouth die älteste Stadt auf Cape Cod. Der westliche Teil der Stadt wurde von der ursprünglichen Town of Sandwich abgetrennt und wurde 1884 zur Stadt Bourne.
In Sandwich gibt es viele historische Häuser, darunter das Benjamin Nye Homestead an der Old County Road und das Benjamin Holway House. Dieses Anwesen beherbergt eines der ursprünglichen Gebäude der Nye Homestead aus dem Jahr 1698, von dem man annimmt, dass es ursprünglich entweder als Taverne oder als Laden diente. Heute wird es als Anwaltskanzlei genutzt.
Sandwich war der Ort einer frühen Quäkersiedlung und beherbergt heute das älteste zusammenhängende Quäkertreffen in den USA. Es gab einige Konflikte mit anderen religiösen Gruppen, und so verließen einige Quäker die Stadt, um sich anderswo niederzulassen, unter anderem in Dartmouth, Massachusetts. Viele der prominenten Familien von Sandwich haben eine Verbindung zu den Quäkern.
Die frühe Ökonomie drehte sich um die Landwirtschaft, aber auch Fischerei und Handel versorgten die Stadt. Später entwickelte die Stadt eine kleine industrielle Zone entlang des Scusset River und des Old Harbor Creek und seiner Nebenflüsse. Heute ist die Wirtschaft auf den Tourismus ausgerichtet.
Deming Jarves gründete die Boston & Sandwich Glass Factory im Jahr 1825. Sandwich lag in der Nähe eines flachen Hafens, war ein möglicher Standort für einen Kanal und verfügte über lokale Holzvorräte, um die Glasöfen zu betreiben. Die Glashütte stellte hauptsächlich Bleiglas her und war bekannt für die Verwendung von Farbe. Jarves erhielt mehrere Patente für seine Verbesserungen im Design der Glasformen und der Presstechniken. Nach dem Amerikanischen Bürgerkrieg ging die Fabrik aufgrund der Konkurrenz von Firmen aus Ohio, Pennsylvania und West Virginia, die preiswertere Produkte herstellten, pleite.
Der Cape-Cod-Kanal wurde ab 1909 durch die Stadt gebaut und 1914 für den Verkehr freigegeben. Das Kanalheizkraftwerk ging 1968 in Betrieb.

### Einwohnerentwicklung
| Volkszählungsergebnisse – Town of Sandwich, Massachusetts | Volkszählungsergebnisse – Town of Sandwich, Massachusetts | Volkszählungsergebnisse – Town of Sandwich, Massachusetts | Volkszählungsergebnisse – Town of Sandwich, Massachusetts | Volkszählungsergebnisse – Town of Sandwich, Massachusetts | Volkszählungsergebnisse – Town of Sandwich, Massachusetts | Volkszählungsergebnisse – Town of Sandwich, Massachusetts | Volkszählungsergebnisse – Town of Sandwich, Massachusetts | Volkszählungsergebnisse – Town of Sandwich, Massachusetts | Volkszählungsergebnisse – Town of Sandwich, Massachusetts | Volkszählungsergebnisse – Town of Sandwich, Massachusetts |
| Jahr                                                      | 1900                                                      | 1910                                                      | 1920                                                      | 1930                                                      | 1940                                                      | 1950                                                      | 1960                                                      | 1970                                                      | 1980                                                      | 1990                                                      |
| --------------------------------------------------------- | --------------------------------------------------------- | --------------------------------------------------------- | --------------------------------------------------------- | --------------------------------------------------------- | --------------------------------------------------------- | --------------------------------------------------------- | --------------------------------------------------------- | --------------------------------------------------------- | --------------------------------------------------------- | --------------------------------------------------------- |
| Einwohner                                                 | 1.448                                                     | 1.688                                                     | 1.458                                                     | 1.437                                                     | 1.360                                                     | 2.418                                                     | 2.082                                                     | 5.239                                                     | 8.727                                                     | 15.489                                                    |
| Jahr                                                      | 2000                                                      | 2010                                                      | 2020                                                      | 2030                                                      | 2040                                                      | 2050                                                      | 2060                                                      | 2070                                                      | 2080                                                      | 2090                                                      |
| Einwohner                                                 | 20.136                                                    | 20.675                                                    | 20.259                                                    |                                                           |                                                           |                                                           |                                                           |                                                           |                                                           |                                                           |

## Kultur und Sehenswürdigkeiten

### Museen
Das Sandwich Glass Museum zeigt die Welt des Glases.
Das Hoxie House ist das Heimatmuseum von Sandwich.
Das Benjamin Nye Homestead & Museum ist eine historische Stätte und Museum in Sandwich.

### Bauwerke

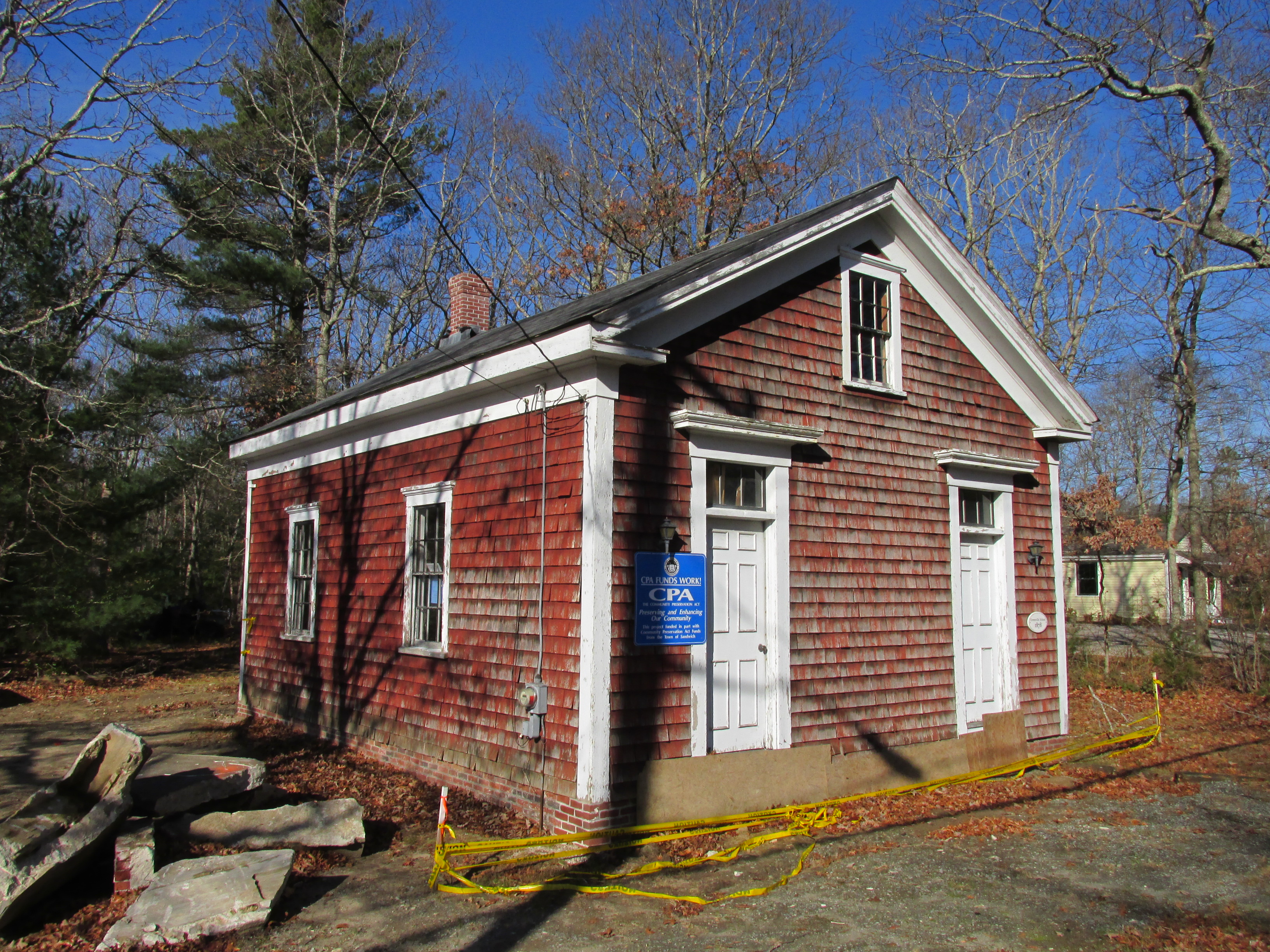
Greenville School

In Sandwich wurden drei Distrikte und mehrere Bauwerke in die Liste der Einträge im National Register of Historic Places im Barnstable County eingetragen.
- Jarvesville Historic District, 2010 unter der Register-Nr. 10000787.[11]
- Spring Hill Historic District, 2010 unter der Register-Nr. 10000862.[12]
- Town Hall Square Historic District, 1975 unter der Register-Nr. 75001914.[13]

- Forestdale School, 1997 unter der Register-Nr. 97000469.[14]
- John and Mary Waterman Jarves House, 2002 unter der Register-Nr. 02000903.[15]
- Benjamin Nye Homestead, 1992 unter der Register-Nr. 91001899.[16]

### Parks
Das Camp Edwards Wildlife Management Area erstreckt sich über den westlichen Teil von Sandwich und liegt zur Hälfte im benachbarten Bourne.
Über das Gebiet der Town verteilt befinden sich mehrere weitere, kleine Wildlife Management Areas.

## Wirtschaft und Infrastruktur

### Verkehr
Die U.S. Route 6, die auch als Mid-Cape Highway auf Cape Cod bekannt ist, führt als vierspurige, geteilte Autobahn durch die Stadt nördlich der Otis Air National Guard Base. Innerhalb der Stadt gibt es drei Ausfahrten von dieser Route. Die Massachusetts Route 6A führt nördlich der Route 6 durch die Stadt und ist die wichtigste lokale Straße der Stadt. Der nördliche Endpunkt der Massachusetts Route 130 befindet sich in der Nähe der Kreuzung der Routes 6 und 6A innerhalb der Stadt. Die Straße führt auf ihrem Weg nach Mashpee an der Ostseite von Otis vorbei.
Der Schienengüterverkehr wird von der Massachusetts Coastal Railroad abgewickelt. Die Cape Cod Central Railroad, die saisonale Touristenausflüge von Hyannis nach Buzzards Bay anbietet, bedient Sandwich über eine Station im westlichen Teil der Stadt.

### Öffentliche Einrichtungen
Es gibt mehrere medizinische und tiermedizinische Einrichtungen und niedergelassene Ärzte in Sandwich.
Die Sandwich Library befindet sich an der Main Street in Sandwich.

### Bildung
Der Sandwich School District verfügt über zwei Elementary Schools, eine Middle School und eine High School.
- Forestdale School mit Klassen Pre–K–2
- Oak Ridge School mit Klassen 3–6
- STEM Academy mit den Klassen 7–8
- Sandwich High School mit den Klassen 7–12

## Persönlichkeiten

### Söhne und Töchter der Stadt
- Nathaniel Freeman junior (1766–1800), Politiker
- George T. Davis (1810–1877), Politiker
- Aimee-Lynn Chadwick (* 1980), Schauspielerin
- Nicholas Keough (* 1989), Cyclocrossfahrer
- Luke Keough (* 1991), Cyclocrossfahrer